# نهنگ‌ددچهره
نهنگ‌ددچهره (نام علمی: Cetotheriopsis) نام یک سرده از فرمانرو گیاه است.